# Авдентов, Василий Алексеевич
Василий Алексеевич Авде́нтов (1905—1988) — советский инженер и учёный, специалист в области радиолокации, лауреат Сталинской премии третьей степени (1951).

## Биография
Родился 5 (18 января) 1905 года в селе Комарово (ныне Нижегородская область).
Окончил Нижегородский индустриальный институт (1930).
Работа:
- 1920—1929 курьер, лаборант, электромонтёр Нижегородской радиолаборатории. Участвовал в разработке передатчика «Малый Коминтерн» (1924—1925).
- 1930—1938 инженер ЦВИРЛ (Центральная военно-индустриальная радиолаборатория), занимался разработкой радиомаяка для нужд РККА.
- 1938—1947 старший инженер, и. о. главного конструктора, зам. главного конструктора завода № 197 (Горьковского телевизионного завода им. В. И. Ленина).
- 1947—1956 начальник СКБ завода № 197, в 1956—1971 зам. начальника СКБ, начальник отдела технического контроля.

С 1971 года на пенсии.
Организатор разработки радиостанций «Орлан», «Чернослив», «Груша» и др.
С 1939 года преподавал на радиотехническом факультете Горьковского политехнического института.
Похоронен на кладбище «Марьина Роща».

## Признание
- Сталинская премия третьей степени (1951) — за работу в области радиосвязи.